# Tre Valli Varesine 2009
La Tre Valli Varesine 2009, ottantanovesima edizione della corsa e valida come evento dell'UCI Europe Tour 2009 categoria 1.HC, si svolse il 18 agosto 2009 su un percorso di 189,3 km. Fu vinto dall'italiano Mauro Santambrogio che terminò la gara in 4h41'23", alla media di 40,36 km/h.
Partenza con 142 ciclisti, dei quali 95 portarono a termine il percorso.

## Ordine d'arrivo (Top 10)
| Pos. | Corridore             | Squadra       | Tempo    |
| ---- | --------------------- | ------------- | -------- |
| 1    | Mauro Santambrogio    | Lampre-N.G.C. | 4h41'23" |
| 2    | Francesco Masciarelli | Acqua & Sap.  | a 3"     |
| 3    | Aleksandr Bočarov     | Katusha       | a 7"     |
| 4    | Gorazd Štangelj       | Liquigas      | a 27"    |
| 5    | Marco Marzano         | Lampre-N.G.C. | s.t.     |
| 6    | Alessandro Bertolini  | Diquigiovanni | a 33"    |
| 7    | Cristiano Salerno     | LPR Brakes    | a 40"    |
| 8    | Giampaolo Cheula      | Barloworld    | s.t.     |
| 9    | Maurizio Biondo       | Cer. Flaminia | a 49"    |
| 10   | Filippo Savini        | CSF Group     | a 2'40"  |